# Dennis Radtke
Dennis Radtke (ur. 29 kwietnia 1979 w Bochum) – niemiecki polityk i działacz związkowy, deputowany do Parlamentu Europejskiego VIII, IX i X kadencji.

## Życiorys
Maturę zdał w Märkische Schule Wattenscheid w 1998. Kształcił się następnie w zawodzie pracownika administracyjno-biurowego w przedsiębiorstwie Dr. C. Otto Feuerfest GmbH. Dołączył do związku zawodowego IG Bergbau, Chemie, Energie. W 2006 został etatowym działaczem związkowym. Objął stanowisko sekretarza w strukturze tej organizacji. Zaangażował się również w działalność polityczną w ramach Unii Chrześcijańsko-Demokratycznej. Wstąpił też do Christlich-Demokratische Arbeitnehmerschaft, organizacji pracowniczej afiliowanej przy CDU.
W wyborach europejskich w 2014 bez powodzenia kandydował do PE. Mandat eurodeputowanego VIII kadencji objął w lipcu 2017, zastępując Herberta Reula. W Europarlamencie dołączył do frakcji Europejskiej Partii Ludowej. W 2019 i 2024 z powodzeniem ubiegał się o reelekcję.